# 富川城墙
富川城墙，位于中国广西壮族自治区富川瑶族自治县县城。1994年7月8日，列入第四批广西壮族自治区文物保护单位。现存两座城门及部分城墙。
富川城墙始建于明洪武二十九年（1396年），万历年间（1573年～1620年），外包城砖。
城墙周长2113米，高6米，宽2.7米，城内面积0.3平方公里。原有4座城门：东为升平门，西为泰定门，南为向日门，北为迎恩门；现存东门与南门